# Pergődob
A pergődob (vagy kisdob) fémből vagy fából készült, henger alakú dob, melynek a tetejére és az aljára (régebben állati bőrből) napjainkban inkább műanyagból készült dobbőrt feszítenek.

## Működési elve
A pergő az egyik leggyakrabban használt dob. A jellegzetes hangot az aljára rögzített, csavart fémszálakból készült sodrony adja, ami akkor szólal meg, ha a pergőt megüti a dobos. Ezáltal hirtelen megnő a nyomás a hangszer belsejében, ez megrezgeti a sodronyt, amitől olyan jellegzetes a dob hangja. Olykor azonban a sodronyt egy kis fémszerkezet segítségével (húrváltó) le is lehet oldani, ha a zene ezt követeli meg.
A pergődob a többi dobhoz hasonlóan rengeteg méretben létezik, és ez természetesen jelentősen befolyásolja a hangot. A kevésbé mély pergők magasabb, a mélyebbek átütőbb, erőteljesebb hangot adnak. Ez ugyanúgy vonatkozik az eltérő átmérőjű pergőkre. Több dobos hangzásvilágának szélesítése érdekében effektpergőt (piccolo pergőt) is használ, mely jellemzően kisebb, mint a dobfelszerelés fő pergője. Általánosan elmondható, hogy a pergődob leggyakrabban 14"×5"-ös vagy 14"×6,5"-es méretű, de egészen 3"-tól 8" mélységig gyártják, az átmérő általában 10" és 14" közé esik. A kisebb, 12"-es és 13"-as pergőket effektpergőként használják, bizonyos műfajokban azonban fő pergőként is alkalmazzák.

## Felépítése
A dobtestet több anyagból és több eljárással gyártják. A fém pergők legtöbbször alumíniumból, acélból, rézből és bronzból készülnek. A fa pergők alapanyagául a dobfelszereléskhez hasonlóan rengeteg fafajta szolgálhat. A legjobb minőségűek juharból és nyírből vannak, de többször használnak trópusi fafajtákat egy külső díszítő réteg, olykor a teljes dobtest anyagának. A gyártási eljárások közül a legelterjedtebb a rétegelt módszer, ekkor általában 6-10 vékony falemezt ragasztanak össze hézagmentesen. Ebből a vékonyabbak melegebb, hosszabb lecsengésű, a vastagabb dobtestek erősebb, gyorsabb hangot adnak. Ritkábban találkozhatunk egyrétegű dobtestekkel, amiből több fajta létezik. Megkülönböztetjük az egy falemezből hajlított (ezen kívül segédgyűrűvel ellátott), a tégla és a donga felépítésű, továbbá a rönkből kivájt pergődobokat. Ezek mindegyike különlegesen jó hanggal bír, ennek megfelelően elég drága is. Az ilyen pergőkhöz hasonlóan léteznek fém pergőből is öntött testű pergődobok.
A pergőkőn alkalmazott szerelvények is sokfélék lehetnek, ezek mindegyikét használhatják a különféle dobtesteknél. A megszokott babás rendszer mellett létezik a free-floating, azaz szabadon rezgő technika. Ekkor a dobtest nincs megfúrva, hanem a babák csak a két kávával vannak kapcsolatban. A dob így sokkal jobban rezeghet, ezáltal szebb hangot kiadva.
A pergődobot leginkább dobverővel és seprűvel lehet megszólaltatni, amely egy nyalábba kötött drót- vagy műanyagszálak. Az első esetben a dobos megütheti a dobbőrt, a kávát, vagy mindkettőt (ezt hívják angolul rimshotnak). A kávás ütés a dobtest erős és hirtelen rezgése miatt sokkal erőteljesebb és átütőbb.

## Eredete, felhasználása

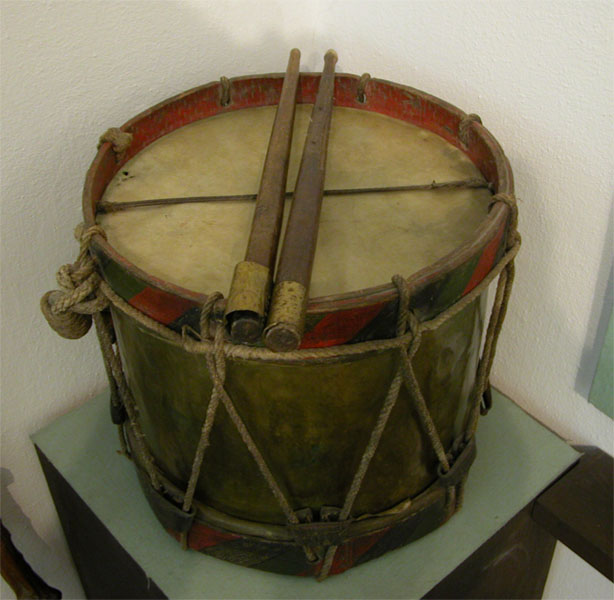
Egy eredeti 1848-as menetdob és dobverő a soproni Storno-házból

Eredetileg a pergődobot a hadseregeknél használták Európában a 15. és a 16. századtól kezdődően. A kisdob adta az ütemet a meneteléshez, ez később kiegészült fuvolával. Napjainkban a menetdobolás már csak katonai és tűzoltósági felvonulásokon, illetve az Egyesült Államokban gyakori egyetemi zenekari versenyeken maradt meg. A pergődob a nyugati zene minden stílusában elterjedt. A komolyzenében bővíti a hangzásvilágot, és a menetszerű részeknél a ritmust adja, Ravel Bolerójában, és Rimszkij-Korszakov Seherezádéjában szólószerephez jut. A könnyűzene területén a jazzben, a latin zenében, a rockban és a metálban nagyon fontos szerepet játszik a lábdobbal együtt.

## Külső hivatkozások
Dobos Lexikon